# Alwin-Broder Albrecht
Alwin-Broder Albrecht (ur. 18 września 1903 w Sankt Peter-Ording, zm. 1 maja 1945 w Berlinie) – niemiecki oficer marynarki wojennej.

## Kariera
W 1922 roku wstąpił do niemieckiej marynarki wojennej. W 1926 roku został podporucznikiem. W 1934 roku został mianowany na kapitana marynarki i oficera łącznikowego. W 1937 roku został komandorem podporucznikiem (Korvettenkapitän). Od czerwca 1938 roku przez 12 miesięcy pełnił funkcję adiutanta Adolfa Hitlera do spraw marynarki wojennej. Po zawarciu małżeństwa odszedł ze służby czynnej i został osobistym adiutantem Hitlera oraz oberfürerem NSKK. Podczas ucieczki z Kancelarii Rzeszy został zabity.